# Quadrat Bottrop
Quadrat-Bottrop è un museo nel parco della città di Bottrop.

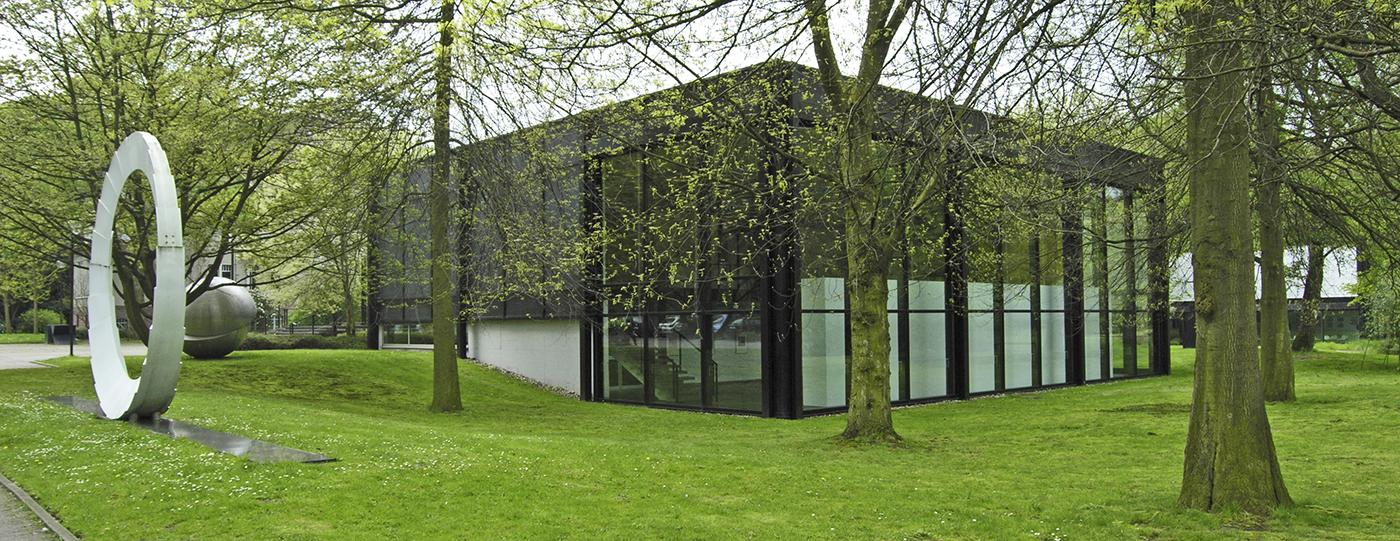
Bottrop, Museum Quadrat, zijaanzicht

## Josef Albers Museum
Parte importante del museo è il Josef Albers Museum, dove si può ammirare un grande collezione dell'opera di Josef Albers (1888-1976). Il museo ospita una grande collezione di artisti della Bauhaus.

## L'edificio
L'edificio Quadrat è realizzato su progetto dell'architetto Bernhard Küppers. Il nome Quadrat ("quadrato") rimanda alla famosa serie „Hommage to the Square“ (1963) di Josef Albers.